# Facultat de Matemàtiques i Estadística (UPC)
La Facultat de Matemàtiques i Estadística de la Universitat Politècnica de Catalunya (també coneguda com FME) és una de les facultats que conforma el Campus Sud, situat sota l'Avinguda Diagonal de Barcelona, a la zona Universitària.
Com indica el seu nom, a la facultat s'imparteixen els graus en Matemàtiques i en Estadística (aquest darrer compartit amb la Facultat d'Economia i Empresa de la Universitat de Barcelona), juntament amb el Màster en Estadística i Investigació Operativa (MESIO) i el Màster en Matemàtica Avançada i Enginyeria Matemàtica (MAMME, per les seves sigles en anglès).

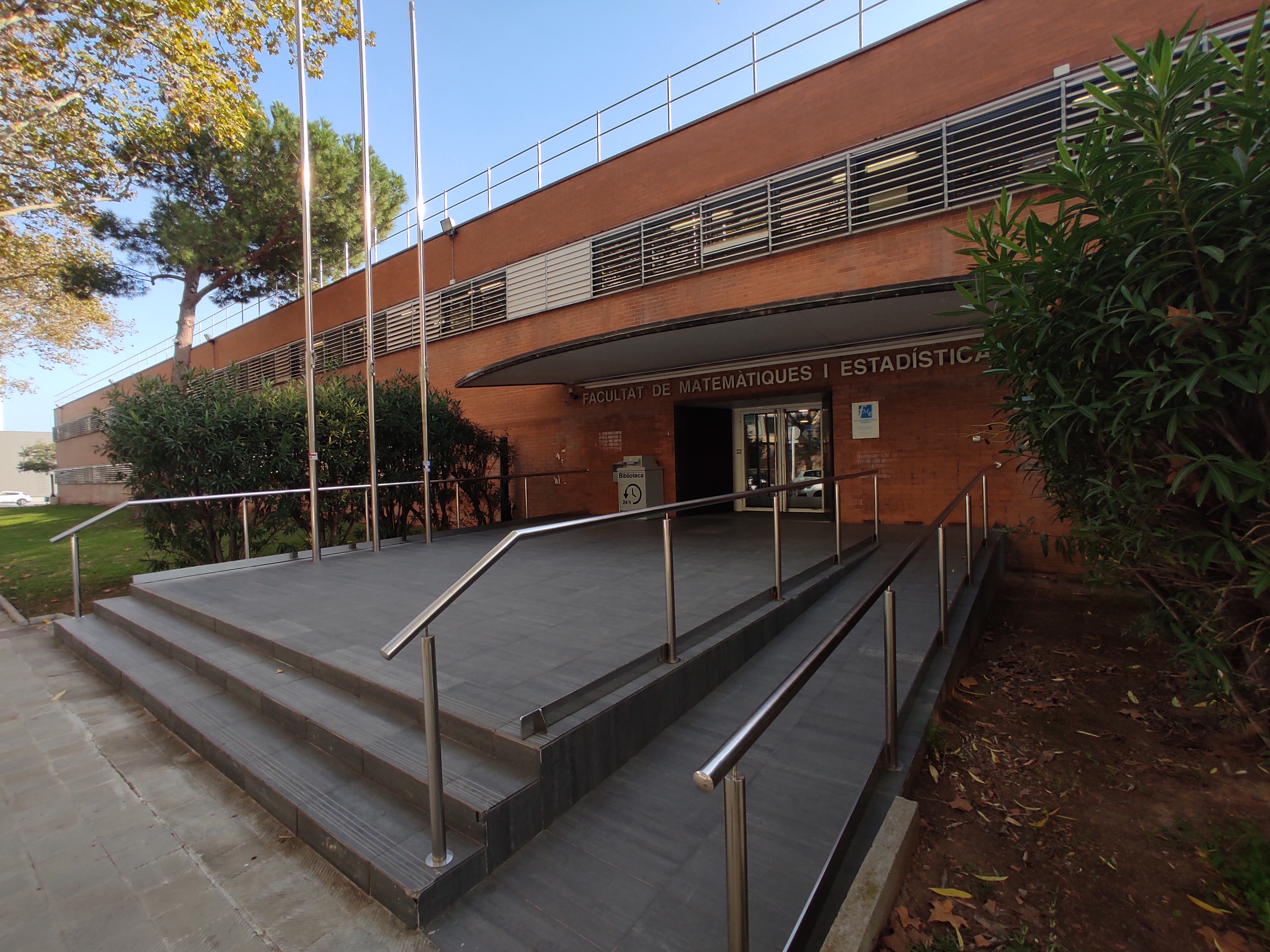
Vista de la Facultat de Matemàtiques i Estadística de la UPC, des del carrer de Pau Gargallo

## Història
Creada l’any olímpic del 1992, l’origen de l’FME es deu a una carta de l'expresident Pujol a l’aleshores rector de la UPC, al professor Gabriel Ferraté, amb data 11 d’abril del 1987:
Ferraté, sé que la Hewlett-Packard s'ha queixat de que no troba “matemàtics empresarials”. Què és un matemàtic empresarial? És greu que no en tinguem? Convé que creem aquests estudis? Podem fer-ho?
Cordialment, Jordi Pujol.
La preocupació del president va arribar fins i tot al Parlament de Catalunya, i es va sumar a les necessitats i perspectives de la pròpia universitat. El professor Jaume Pagès, aleshores vicerector d’Ordenació Acadèmica de la UPC va encarregar-se d’impulsar i concretar el projecte, que cristal·litzaria l’octubre de l’any 1992, amb la impartició de la Llicenciatura de Matemàtiques i la Diplomatura d’Estadística, i posteriorment es va anar incorporant la Llicenciatura en Ciències i Tècniques Estadístiques, la doble titulació d’Enginyeria Superior de Telecomunicació i la Llicenciatura de Matemàtiques (les Teleco-mates), precursora de l'actual programa CFIS.

## Degans
Els degans de la facultat fins a l'actualitat han estat: 
Joan Solá-Morales Rubio (1992 - 1997), Pere Pascual Gainza (1997 - 2003), Sebastià Xambó Descamps (2003 - 2009), Jordi Quer Bosor (2009 - 2015), Jaume Franch (2015 - 2023), Jordi Guàrdia Rúbies (2023 -).